# Magyar gurgolya
A magyar gurgolya (Seseli leucospermum) a zellerfélék (Apiaceae) családjába tartozó növényfaj. Fokozottan védett, csak Magyarországon, a Dunántúli-középhegységben és a Naszályon fordul elő, valamint a Keszthelyi-fennsíkon él. Élőhelyei a szélsőségesen száraz, nyílt dolomit-sziklagyepek és a törmelékesedő mészkőgyepek.

## Jellemzők
Erőteljes gyöktörzsű, terebélyes növekedésű évelő, szára 80–150 cm magasra nő. A levelek szárnyaltak, a tövön csomóban állnak, a levélcimpák keskenyek,  hosszúak, szögletesek, a levélnyél kissé felfújt. A csésze fogak aprók, gyakran lehullanak, a szirmok fehérek. Termése ikerkaszat.
Nyár elejéig csak a fonalas levélcsomókat láthatjuk, majd a nyár közepén hajt többé-kevésbé terebélyes szárat, amelynek hajtásvégein ernyők jelennek meg. A virágzás augusztustól októberig tart.

## Védettsége
Csak Magyarországon fordul elő, élőhelyeinek száma kevés, de ott a faj tömeges. Budapesten nagyobb állománya fordul elő a Budai Sas-hegy Természetvédelmi Területen, ahol a déli oldalon elterülő nyílt dolomitszilagyep jellemző karakterfaja. Fokozottan védett, természetvédelmi értéke 100 000 Ft.